# 157332 Lynette
157332 Lynette è un asteroide della fascia principale. Scoperto nel 2004, presenta un'orbita caratterizzata da un semiasse maggiore pari a 2,5818136 UA e da un'eccentricità di 0,1565934, inclinata di 5,69142° rispetto all'eclittica.